# ニトロ (バンド)
ニトロ（Nitro）は、1987年から1993年にかけて活動していたアメリカのヘヴィメタル・バンド。
『Guitar One Magazine』誌で世界最速ギタリストに選ばれたマイケル・アンジェロと、ガラスを割るほどの6オクターブ・ハイトーンで知られるジム・ジレットを擁したバンドであったが、楽曲は世間であまり評価されず、セールス的にも成功を収めることができないまま解散した。
2014年、イギリス「ガーディアン」紙が発表した、英国人が選ぶ「ワースト・ミュージック・ビデオ TOP10」で「Freight Train」のPVが7位にランクインされている。
解散後メンバーはソロ活動に専念したりする他、マイケルのソロ・アルバムにボビー・ロックが参加するなど、現在でもメンバーは友好的に交流している。
2016年11月、マイケルは個人ページにニトロの再結成の情報を発表し、ドラムはラム・オブ・ゴッドのクリス・アドラーが務めるとされた。
2017年は新しいアルバムをレコーディングし、世界ツアーを行ったが、2019年に再び解散しアルバムが発表されることはなかった。

## メンバー

### 旧メンバー
- ジム・ジレット (Jim Gillette) – ボーカル (1988年–1993年、2016年–2019年)
- マイケル・アンジェロ (Michael Angelo Batio) – ギター、キーボード、バック・ボーカル (1988年–1993年、2016年–2019年)
- T・J・レーサー (T. J. Racer) – ベース (1988年–1991年)
- ボビー・ロック (Bobby Rock) – ドラム (1988年–1989年)
- K・C・コメット (K. C. Comet) – ドラム (1989年–1991年)
- ラルフ・カーター (Ralph Carter) – ベース、バック・ボーカル (1991年–1993年)
- ジョニー・サンダー (Johnny Thunder) – ドラム (1991年–1993年)
- クリス・アドラー (Chris Adler) – ドラム (2016年–2019年)
- マット・デヴリーズ (Matt DeVries) – ベース (2017年–2019年)

ゲスト
- マルクス・ミュラー (Markus Mueller) - ドラム (1992年) ※1995年死去
- ヴィクター・ウッテン (Victor Wooten) – ベース (2017年)

## ディスコグラフィ

### スタジオ・アルバム
- 『O.F.R.』 - O.F.R. (1989年)
- 『H.W.D.W.S.』 - Nitro II: H.W.D.W.S. (1992年)

### コンピレーション・アルバム
- Gunnin' for Glory (1999年)

### シングル
- "Freight Train" (1989年)
- "Long Way from Home" (1989年)
- "Cat Scratch Fever" (1992年)
- "Johnny Died on Christmas" (1992年)
- "It Won't Die" (2017年)